# Greeley (Colorado)
Greeley is een plaats (city) in de Amerikaanse staat Colorado, en valt bestuurlijk gezien onder Weld County.

## Demografie
Bij de volkstelling in 2000 werd het aantal inwoners vastgesteld op 76.930.
In 2006 is het aantal inwoners door het United States Census Bureau geschat op 89.046, een stijging van 12116 (15.7%).

## Geografie
Volgens het United States Census Bureau beslaat de plaats een oppervlakte van
77,7 km², waarvan 77,5 km² land en 0,2 km² water. Greeley ligt op ongeveer 1430 m boven zeeniveau.

## Plaatsen in de nabije omgeving
De onderstaande figuur toont nabijgelegen plaatsen in een straal van 16 km rond Greeley.